# George Dueward Foss (baseball)
Cet article concerne le joueur de baseball. Pour l'ethnomusicologue du même nom, voir George Dueward Foss.
George Foss, George Dueward Foss pour l'état civil, et George « Deeby » Foss pour ses admirateurs, était un joueur de baseball, né le 13 juin 1897 à Register, en Géorgie, aux États-Unis, et mort le 10 novembre 1969, à Brandon, en Floride, qui fit ses débuts le 16 avril 1921, avec les Washington Senators.